# ハランチュー語
ハランチュー語（ハランチューご、英: Xaracuu）とは、ニューカレドニア本島（グランドテール島）南部で話されているオーストロネシア語族に属する言語である。

## 別名一覧
- Anesu[3], Canala[3], Haraneu[3], Kanala[3], Naa Xârâcùù[3], Xaracii[3]

## 関連書籍
- Grace, George W. (1975). Canala Dictionary (New Caledonia). Canberra: The Australian National University.